# Norrköpings Musikklasser
Norrköpings musikklasser bildades 1961 på initiativ av musikläraren Lennart Krantz. 
Musikklasserna startade ursprungligen på Hagaskolan men finns idag även på Navestadskolan. På Hagaskolan finns två klasser i varje årskurs medan Navestadskolan har en klass i varje årskurs.
Klasserna gör varje år ett flertal konserter och framträdanden. 